# Napoleon (snoepje)

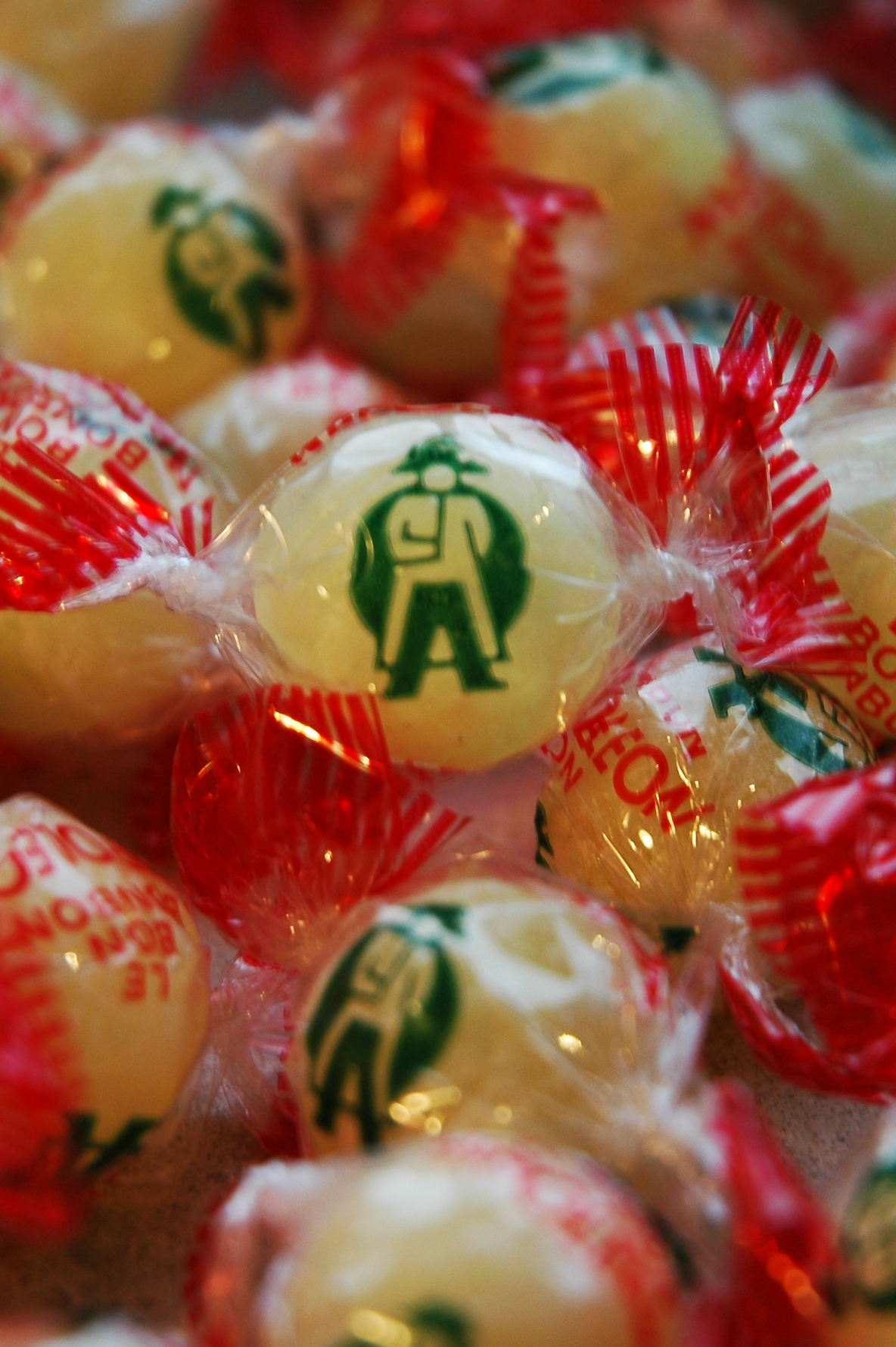
Napoleon Lempur

Een Napoleon of Bonbon Napoleon, ook wel Napoleonkogel genoemd, is een hard, bolvormig zuurtje, in een wikkel verpakt. Sinds eind 2023 is dit een waspapier wikkel, daarvoor een plastic. Ze hebben allerlei kleuren en smaken, zoals citroen, sinaasappel, framboos, salmiak en appel. De buitenkant is hard en van suiker. Binnenin bevindt zich poeder, dat vrijkomt wanneer de laag van suiker (deels) opgelost is, of wanneer het snoepje doormidden gebeten wordt. Bij sommige smaken is dit poeder erg zuur (citroenzuur) of zout en bij sommige smaken zoet. Napoleons bestaan ook in een lolly-uitvoering.
Het oorspronkelijke citroenzuurtje is uitgevonden in 1912 in de Antwerpse Hoogstraat door bakker Louis Janssen. Hij noemde de lekkernij naar Napoleon Bonaparte, wiens afbeelding zich op de verpakking bevindt. Een concurrent van Janssen had een snoepje genoemd naar Julius Caesar en zo kwam hij op het idee. De fabriek waar deze lekkernijen gemaakt werden, was in Schelle gevestigd. In 2003 verhuisde de productie naar Breskens in Zeeuws-Vlaanderen.
De slagzin voor het zuurtje was lang 'Le bon bonbon', wat zich vertaalt als 'het lekkere snoepje'. Later werd de slogan 'Bonbon Aparte', een woordspeling op Napoleon Bonaparte.